# Lac Jolliet
Lac Jolliet är en sjö i Kanada.   Den ligger i regionen Nord-du-Québec och provinsen Québec, i den östra delen av landet, 700 km norr om huvudstaden Ottawa. Lac Jolliet ligger 209 meter över havet. Arean är 45 kvadratkilometer. Den sträcker sig 11,0 kilometer i nord-sydlig riktning, och 14,4 kilometer i öst-västlig riktning.
Trakten runt Lac Jolliet är nära nog obefolkad, med mindre än två invånare per kvadratkilometer.